# Пионер-1
Пионер-1 (англ. Pioneer 1, Thor-Able 2) — американский зонд для исследования Луны, первый аппарат, запущенный под управлением NASA. Запуск осуществлён при помощи ракеты-носителя Тор-Эйбл 11 октября 1958 года. «Пионер-1» должен был выйти на орбиту Луны и провести там исследования, в том числе получить изображение обратной стороны Луны, однако из-за ошибки наведения не набрал необходимой скорости и совершил суборбитальный полёт с апогеем 117 тысяч километров (чуть более четверти расстояния до Луны). Несмотря на неудачу, «Пионер-1» полностью функционировал, и 43 часа полёта передавал научные данные о состоянии среды между Землёй и Луной. Из трёх запусков зондов серии Тор-Эйбл «Пионер-1» оказался самым успешным по собранной информации.

## Конструкция
Зонд «Пионер-1» конструктивно представлял цилиндр, приборы крепились по окружности на внутренней стенке, с обеих сторон цилиндр оканчивался усечёнными конусами высотой 17 см. Диаметр цилиндра - 74 см, высота корпуса - 76 см. Вдоль оси аппарата по центру проходила цилиндрическая рама двигательной установки, она образует основной конструктивный элемент зонда и выходит за пределы нижнего конуса корпуса. С нижнего конца рамы крепится двигательная установка корректировки скорости весом 11 кг. Она состоит из восьми небольших твердотопливных двигателей, установленных в кольцевом узле, который можно было сбросить после использования. Из переднего конуса корпуса выглядывало сопло небольшого твердотопливного тормозного двигателя, включением которого планировалось выйти на орбиту Луны. Корпус был изготовлен из многослойного пластика и был покрыт светлыми и тёмными полосами для регулирования температуры. Общая масса зонда после отделения корректирующей двигательной установки составляла 34,2 кг, а после пуска тормозного двигателя - 23,2 кг.
Научные приборы занимали вес 17,8 кг (у «Пионера-0» - 11,3 кг) и состояли из:
- инфракрасная сканирующая система для получения изображения Луны, особенно её не видимой с Земли части. Система разработана предприятием Naval Ordnance Test Station (NOTS). Приёмник изображения был расположен на поверхности нижнего конуса и мог сканировать лишь один пиксель. Вращение аппарата вокруг оси формировало строки изображения, а движение зонда по орбите позволяло составить из строк целое изображение[3].
- По сравнению с «Пионером-0» была добавлена ионизационная камера для регистрации космического излучения[3].
- Сборка из диафрагмы и микрофона для детектирования микрометеоритов. Микрометеорит, попадающий в металлическую диафрагму, расположенную на части поверхности бокового цилиндра, возбуждал в ней акустические колебания. К микрофону был подключен полосовой усилитель, чтобы иметь возможность засекать даже самые маленькие микрометеориты[3].
- Магнитометр с поисковой катушкой и нелинейным усилителем для измерения магнитного поля Земли, Луны и межпланетной среды. В то время не было известно, есть ли у Луны собственное магнитное поле[3].
- Два термодатчика разных типов для измерения температуры внутри корпуса зонда[3].

На зонде стояли три типа электрических аккумуляторов - никель-кадмиевые для запуска двигателей, серебряно-цинковые для телевизионной системы и ртутно-цинковые для остальных систем. Радиопередача осуществлялась на частоте 108,06 МГц, стандартной частоте, используемой спутниками в Международном геофизическом году. Два комплекта антенн - электрическая дипольная, два штыря на нижнем конусе, использовалась для передачи телеметрии и приёма команд с Земли на частоте 115 МГц; магнитная дипольная антенна, спрятанная под верхним конусом, применялась для передачи сигнала телевизионной системы.

## Запуск

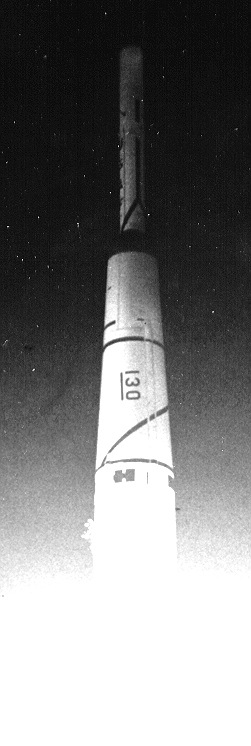
Тор-Эйбл с Пионером-1 на стартовом столе

Через два дня после аварии «Пионера-0» 17 августа 1958 года для подготовки к сентябрьской попытке на стартовую площадку была доставлена ракета Тор-Эйбл с серийным номером 129. Расследование катастрофы «Пионера-0» установило, что причина была в турбонасосе двигателя. По этой же причине разрушились ракета Тор 116 в апреле и ракета Атлас 18 сентября того же года. Руководство ВВС приняло решение заменить турбонасосы на всём парке ракет Тор и Атлас. Ракета номер 129 была снята со старта для работ и заменена ракетой номер 130, что отложило пуск.
«Пионер-1» был запущен 11 октября 1958 года, но полёт проходил с отклонениями. Неправильно установленный клапан на второй ступени Эйбл привёл к ошибке в показаниях акселерометра. Вторая ступень отключилась на 10 секунд раньше положенного, а нос ракеты оказался задран на 3,5 градусов. Из-за неправильного положения ракеты при разделении второй и третей ступеней произошло их столкновение. После столкновения нос третей ступени оказался задран уже на 15 градусов, а общий недобор скорости составил около 150 м/с. Для исправления траектории были задействованы двигатели корректировки скорости, но они дали всего 45 м/с. «Пионер-1» оказался на суборбитальной траектории с высотой 113 800 км.
После обнаружения нештатной ситуации специалисты NASA решили запустить тормозной двигатель для перевода зонда на высокоэллиптическую орбиту, однако это не удалось. Неверная ориентация зонда привела к некорректной работе несовершенной системы терморегуляции внутри аппарата. Температура оказалась пониженной, никель-кадмиевый аккумулятор для системы зажигания тормозного двигателя замёрз и не позволил запустить двигатель. Тем не менее остальные системы работали, из 43 часов полёта большее время передавались данные приборов.
«Пионер-1» завершил своё существование 13 октября 1958 года, упав в южной части Тихого океана. При этом зонд передавал данные вплоть до входа в атмосферу.

## Научные данные
Данные ионизационной камеры показали, что излучение, окружающее Землю, имеет вид полос, была определена протяжённость этих полос. Были проведены первые наблюдения гидромагнитных колебаний магнитного поля, измерения межпланетного магнитного поля, измерения плотности микрометеоритов, картирован ионный поток околоземного пространства.